# Neocheiropteris palmatopedata
Neocheiropteris palmatopedata är en stensöteväxtart som först beskrevs av Bak., och fick sitt nu gällande namn av Christ. Neocheiropteris palmatopedata ingår i släktet Neocheiropteris och familjen Polypodiaceae. Inga underarter finns listade.